# Antraknoza platana

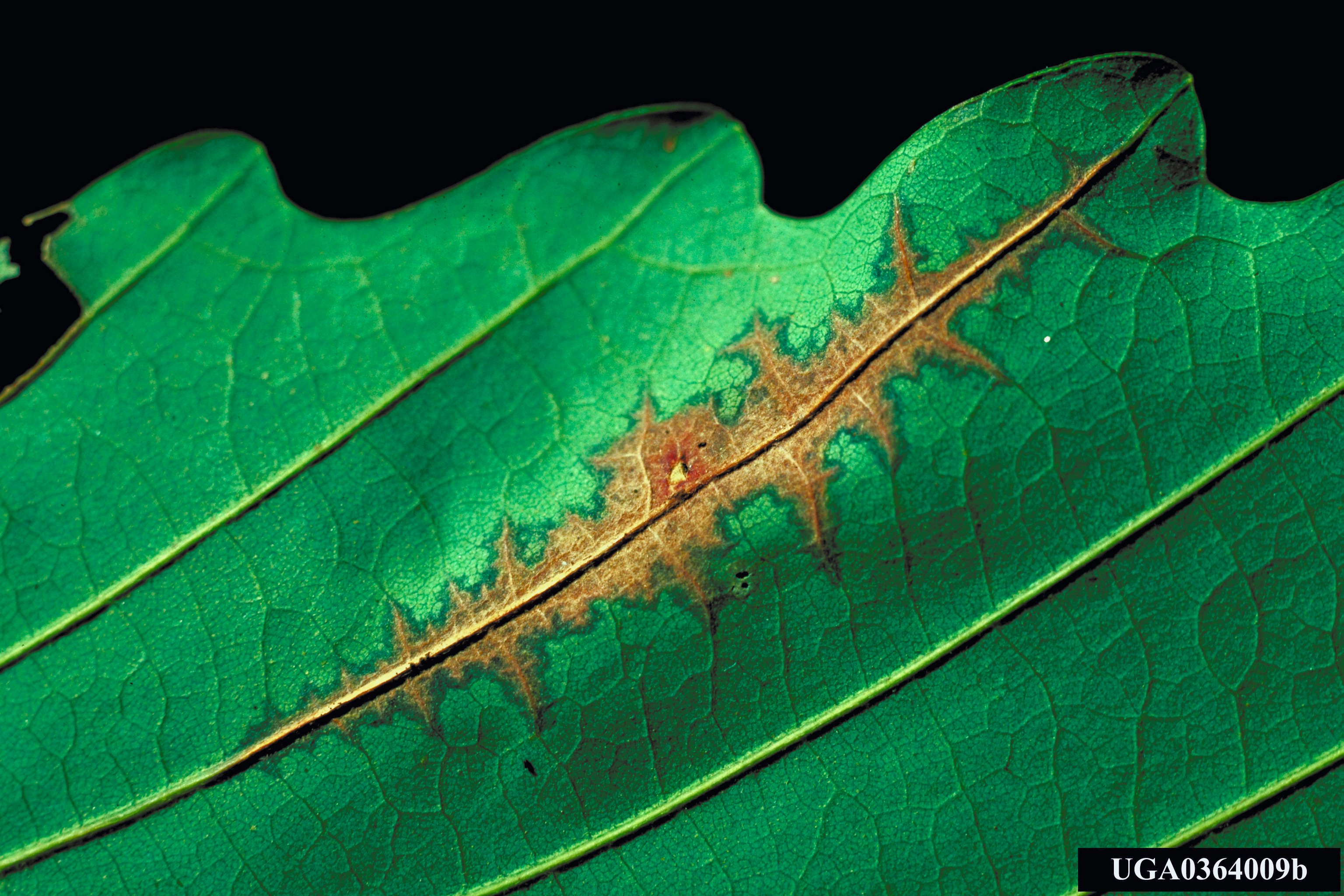

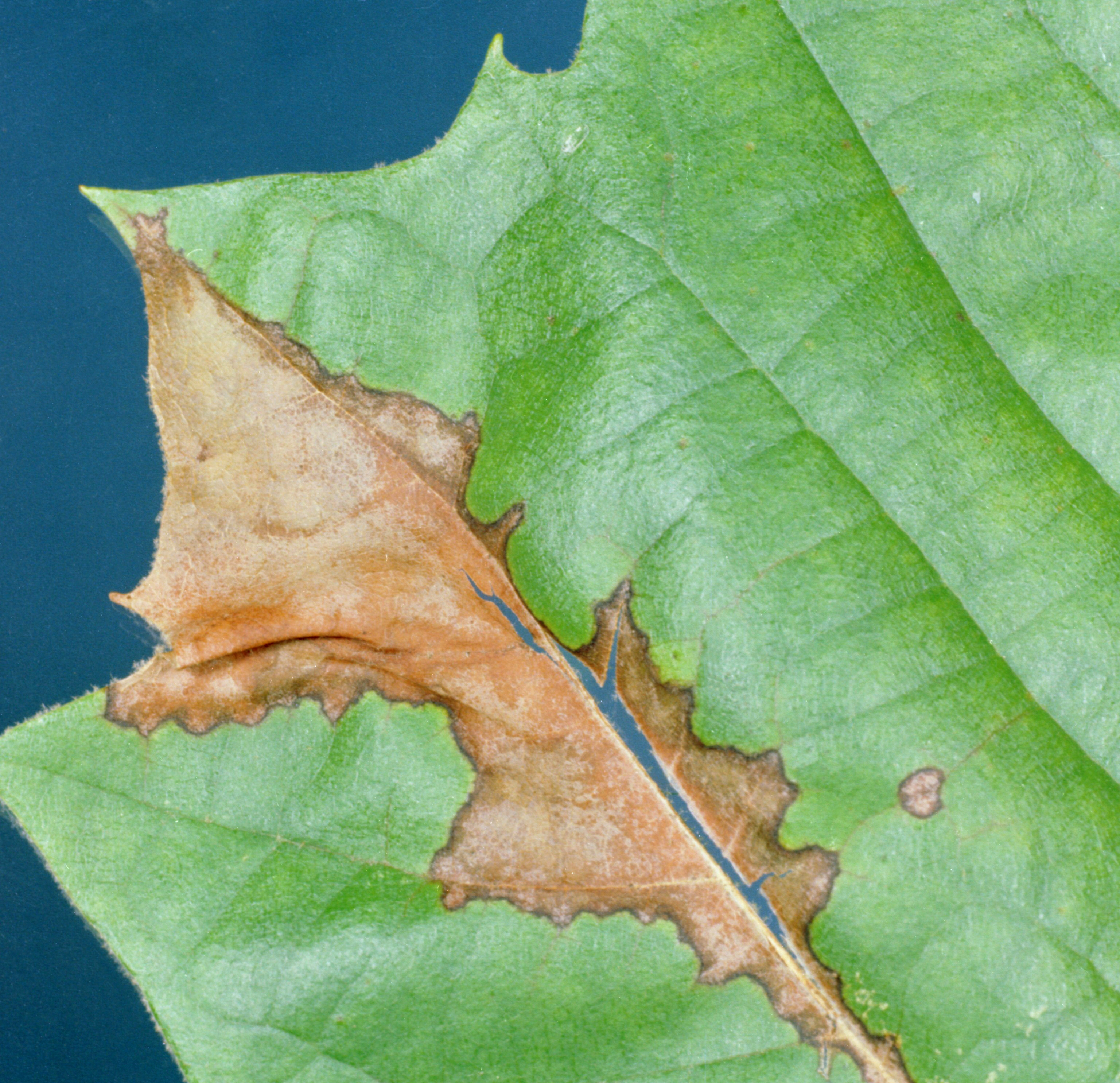

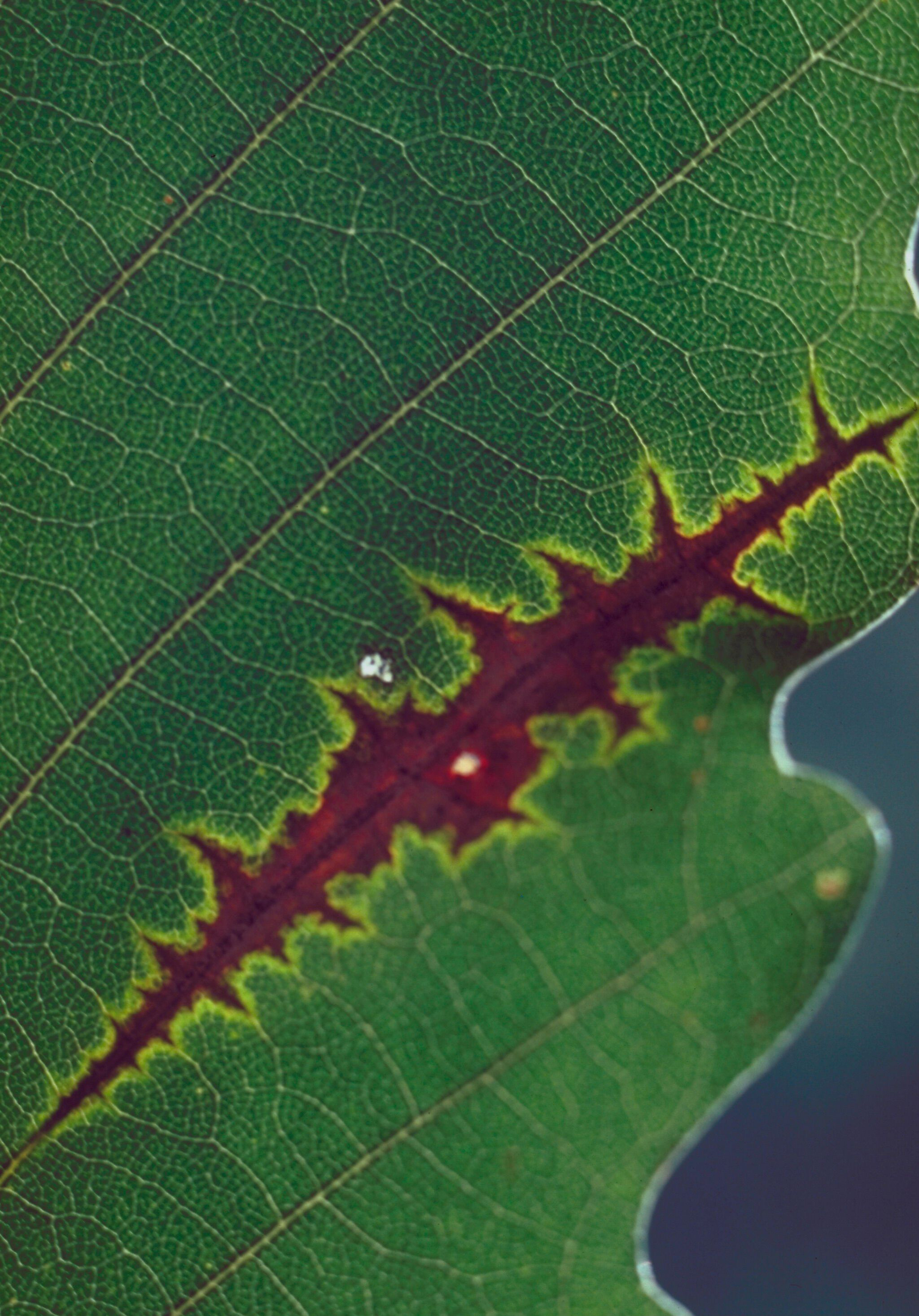

Antraknoza platana – grzybowa choroba roślin wywołana przez Apiognomonia veneta. Zwana jest także plamistością zgorzelową platana lub plamistością nerwobieżną platana.

## Występowanie i szkodliwość
Jest to choroba podobna do antraknozy drzew liściastych wywoływanej przez Apiognomonia errabunda, u platana ma ona jednak bardziej ostry przebieg.  Nie powoduje obumierania drzew, ale osłabia ich wzrost. Ma znaczenie w przypadku drzew uprawianych w celach ozdobnych, powoduje bowiem ich zeszpecenie. Szczególnie szkodliwa jest w szkółkach drzew leśnych, ozdobnych oraz w młodych nasadzeniach drzew na zieleńcach i w parkach. W niektórych opracowaniach obydwie te choroby traktowane są jako jedna choroba, wywoływana bądź to przez Apiognomonia errabunda, bądź przez Apiognomonia veneta.  Po zbadaniu morfologii patogenów i sekwencji ich DNA stwierdzono, że są to odrębne gatunki i u platanów choroba wywoływana jest przez A. veneta.

## Objawy
Na wiosnę wzdłuż nerwów liści platanów powstają zielonożółte przebarwienia. Początkowo są słabo widoczne, stopniowo jednak brunatnieją. Plamy stopniowo powiększają się i czernieją, a tkanki liścia w ich obrębie ulegają nekrozie. Plamy tworzą się również na ogonkach liściowych. Silnie porażone liście więdną i przedwcześnie opadają, czasami już pod koniec wiosny lub z początkiem lata. Choroba atakuje także pędy. Na młodych pędach pojawiają się plamy. Gdy obejmą cały jego obwód, pęd powyżej plamy obumiera. Na starych pędach tworzą się zrakowacenia i zniekształcenia.

## Epidemiologia
Na dolnej stronie obumarłych liści jako saprotrof rozwija się forma płciowa. Wytwarza kuliste, drobne, czarne owocniki typu perytecjum.  Powstają w nich dwukomórkowe askospory, które rozprzestrzeniane przez wiatr wiosną dokonują infekcji pierwotnych porażając młode liście i pędy platana. W obrębie plamach na górnej stronie porażonych liści tworzą się acerwulusy wytwarzające bezpłciowo zarodniki konidialne, które rozprzestrzeniają chorobę dokonując infekcji wtórnych. Rozprzestrzeniają się rozbryzgiwane przez krople deszczu padające na liście. Przy optymalnej do ich kiełkowania temperaturze 20 °C. kiełkują już po 6 godzinach.
Rozwojowi patogena sprzyja temperatura powietrza 15-16 °C w okresie pękania pąków i pojawiania się nowych pędów. Latem przy wysokiej temperaturze i długotrwałym braku deszczu rozwój patogena ulega zahamowaniu.

## Ochrona
Profilaktyka polega na wygrabywaniu i paleniu opadłych liści oraz wycinaniu porażonych pędów. Podlewanie należ tak wykonywać, by zwilżać ziemię nie zwilżając liści. Na sadzonkach, gdy porażonych liści jest niewiele, należy je oberwać i zniszczyć. Chemicznie zwalcza się chorobę poprzez opryskiwanie. Rozpoczyna się je przy pojawieniu się pierwszych liści i powtarza 2-3-krotnie co 7-10 dni. Do opryskiwań stosuje się Bravo 500 SC, Domark 100 EC, Discus 500 WG, Eminent Star 312 SE, Topsin M 500 S.C. Należy naprzemiennie stosować środki z różnych grup chemicznych.